# لوسيان كرول
لوسيان كرول هو مخطط حضري ومهندس معماري بلجيكي، ولد في 13 مارس 1927 في بروكسل في بلجيكا.